# Astropyga nuptialis
Espèce
Astropyga nuptialis est une espèce d'oursins réguliers tropicaux de la famille des Diadematidae.

## Description
Sa forme est légèrement aplatie, et les fines radioles (piquants) regroupées en faisceaux laissent apparaître cinq zones nues en forme de chevrons, qui sont en fait les aires interambulacraires, bordées de points bleus iridescents très lumineux (mais non bioluminescents). Les juvéniles sont généralement d'une couleur plus claire (notamment les épines), et ce trait peut persister dans une certaine mesure chez les adultes. Les piquants sont fins et creux, et généralement annelés chez les juvéniles (et parfois chez les adultes) ; il en existe deux sortes : les plus longs servant principalement à la locomotion et les plus courts à la défense, équipés de glandes à venin. Comme tous les diadematidae, il est pourvu d'organes photosensibles sur la partie aborale du test, lui permettant de voir au-dessus de lui afin d'orienter ses radioles (épines) vers d'éventuelles menaces. La papille anale est bien visible sur la face aborale.
Il ressemble, notamment dans ses formes les plus colorées, à ses cousins Astropyga magnifica et Astropyga radiata, mais ne partage pas la même aire de distribution et est plus rare.

## Habitat
On les trouve entre 15 et 50 m de fond, sur les côtes Est de l'Amérique du Sud, notamment au Brésil.

## Étymologie
Astropyga vient du grec aster (étoile) et pyga (anus). Cet oursin est donc caractérisé par le fait qu'il a un anus en forme d'étoile (ou plus précisément un motif en étoile autour de son anus). Nuptialis réfère en latin au mariage, pour évoquer la robe de cet oursin.

## Publication originale
- (es) Luiz Roberto Tommasi, 1958, « El genero Astropyga Gray, nuevo para America del Sud », Neotropica, vol. 4, p. 85-87.